# Беликов, Сергей Иосифович
Сергей Иосифович Беликов (1920—1944) — майор Рабоче-крестьянской Красной Армии, участник Великой Отечественной войны, Герой Советского Союза (1944).

## Биография
Сергей Беликов родился в 1920 году в деревне Большие Голубочки (ныне — в Арсеньевском районе Тульской области) в крестьянской семье. Окончил среднюю школу и два курса техникума.
В 1938 году был призван на службу в Рабоче-крестьянскую Красную Армию.
В 1940 году окончил Ленинградское военно-инженерное училище.
С июня 1941 года — на фронтах Великой Отечественной войны.
В 1942 году вступил в ВКП(б).
К ноябрю 1944 года майор Беликов командовал 341-м отдельным сапёрным батальоном 233-й стрелковой дивизии 57-й армии 3-го Украинского фронта. Отличился во время освобождения Югославии.
6 ноября 1944 года в ходе форсирования Дуная в районе населённого пункта Батина, используя 20 лодок, 3 катера и 4 баржи, обеспечил переправу двух стрелковых полков вместе с матчастью.
12 ноября 1944 года погиб в бою. Похоронен в городе Бездан.
Указом Президиума Верховного Совета СССР от 24 марта 1945 года майор Беликов посмертно был удостоен высокого звания Героя Советского Союза.